# Semple Stadium
O Semple Stadium é um estádio localizado em Semple Stadium, na República da Irlanda. Foi inaugurado em 1910 e renovado em 1981 e 2009, possui capacidade para 45.690 pessoas, é a casa do time de futebol gaélico e hurling Tipperary GAA.